# HD 97651
HD 97651，又名CP-52 4350，SAO 238878、HR 4360，是一颗恒星，视星等为5.76，位于銀經288.48，銀緯6.87，其B1900.0坐标为赤經11h 9m 9.5s，赤緯-52° 6.87′ 18″。